# Meineckia
Meineckia är ett släkte av emblikaväxter. Meineckia ingår i familjen emblikaväxter.

## Bildgalleri

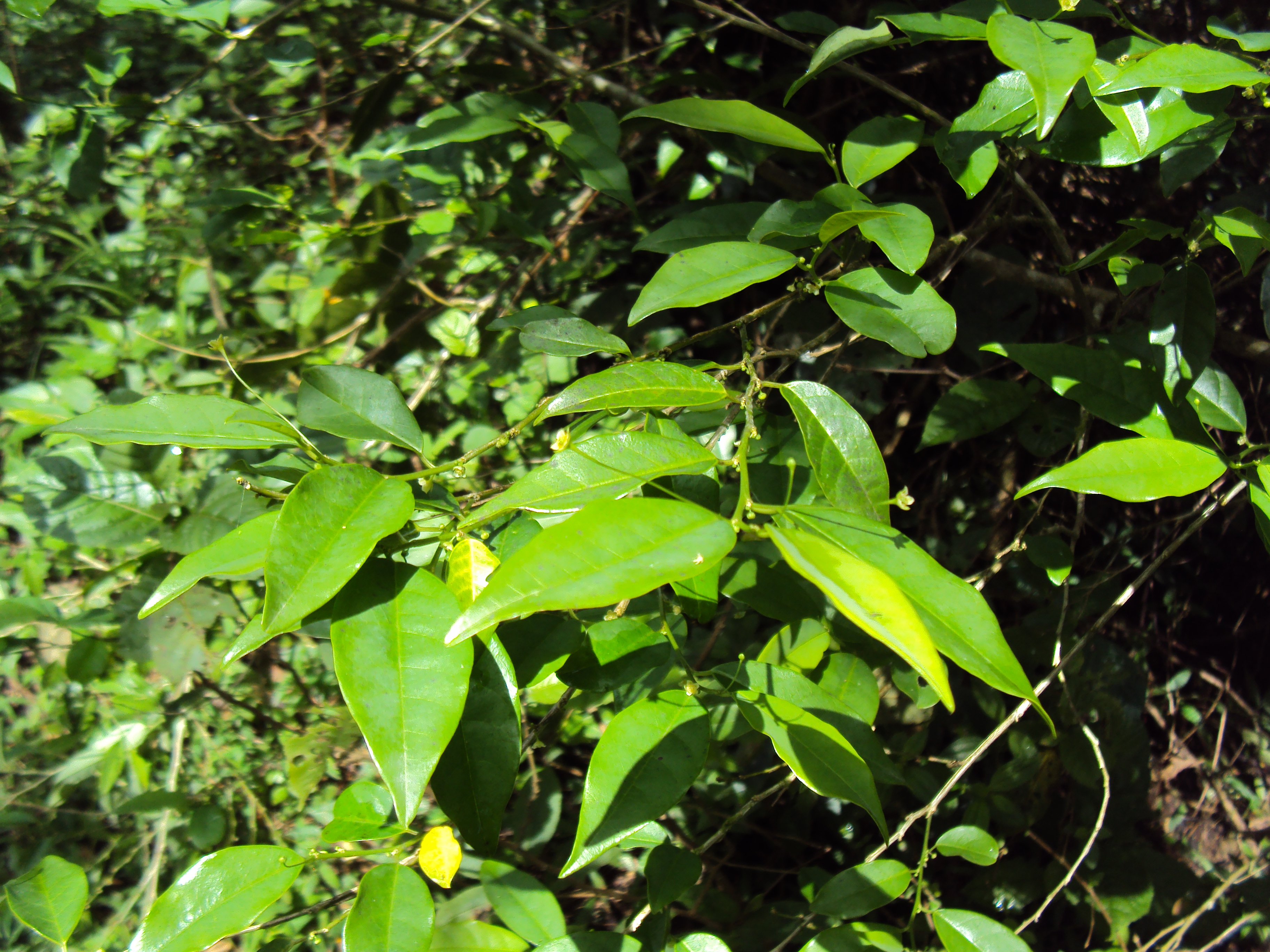
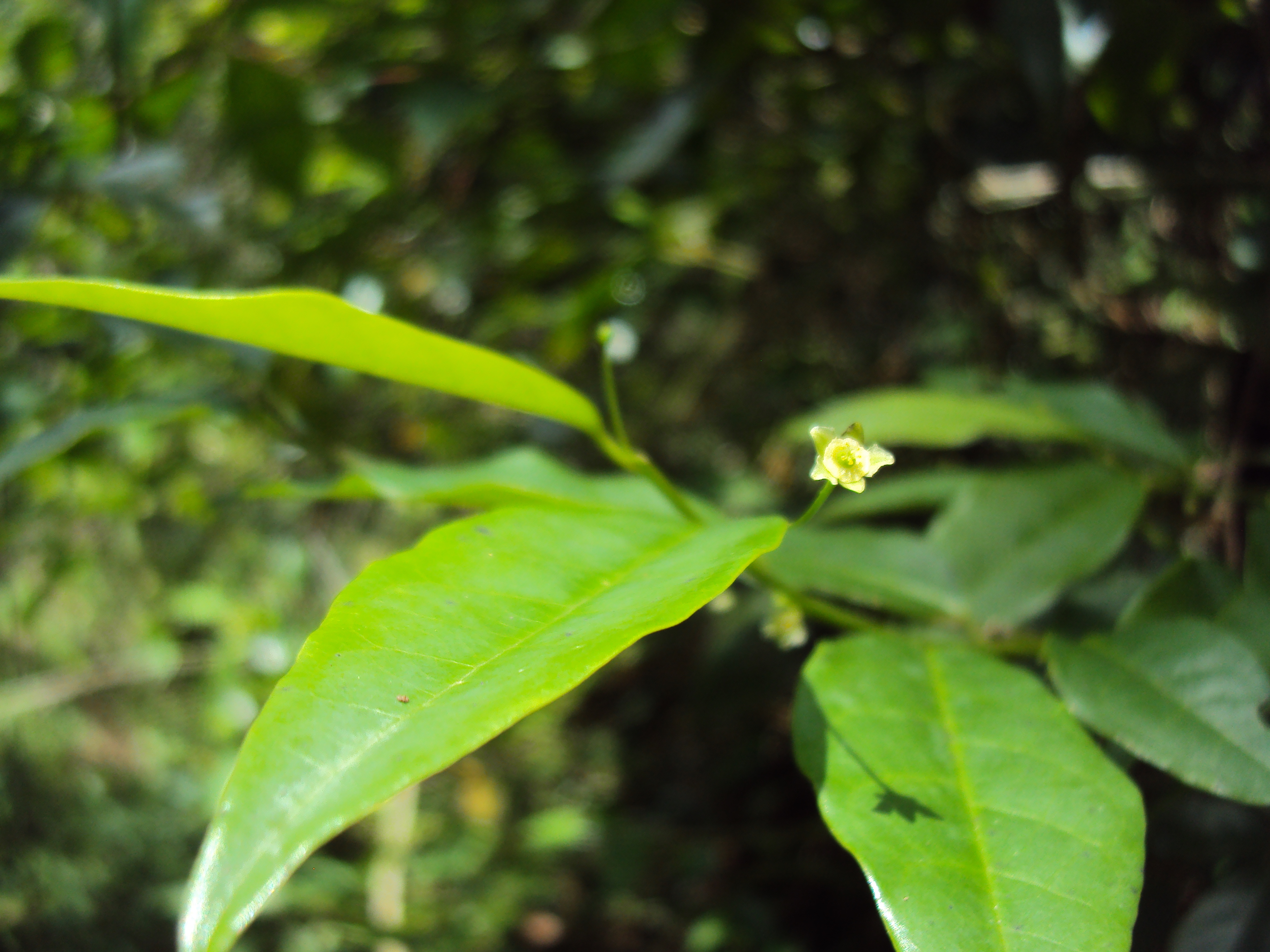
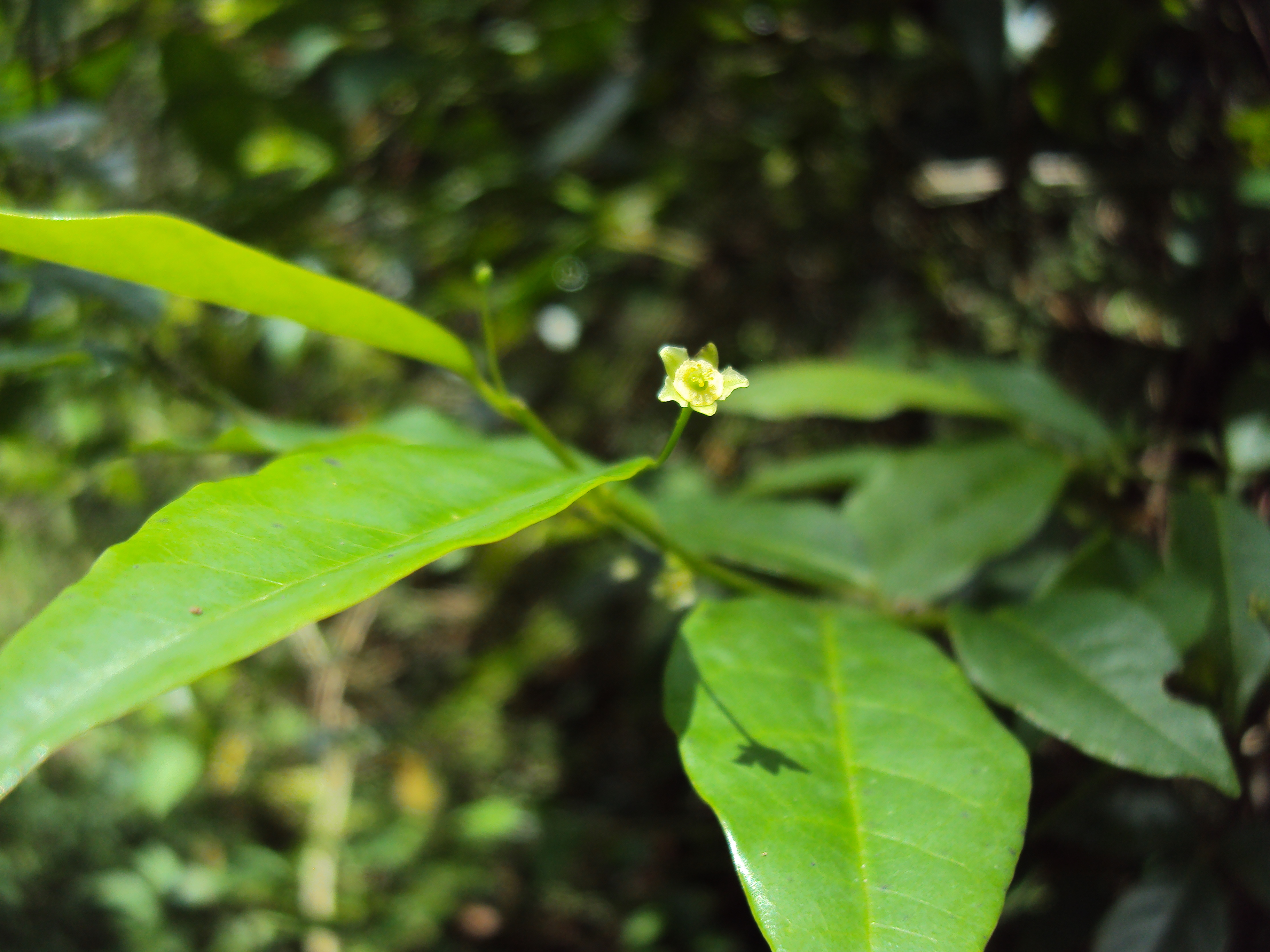
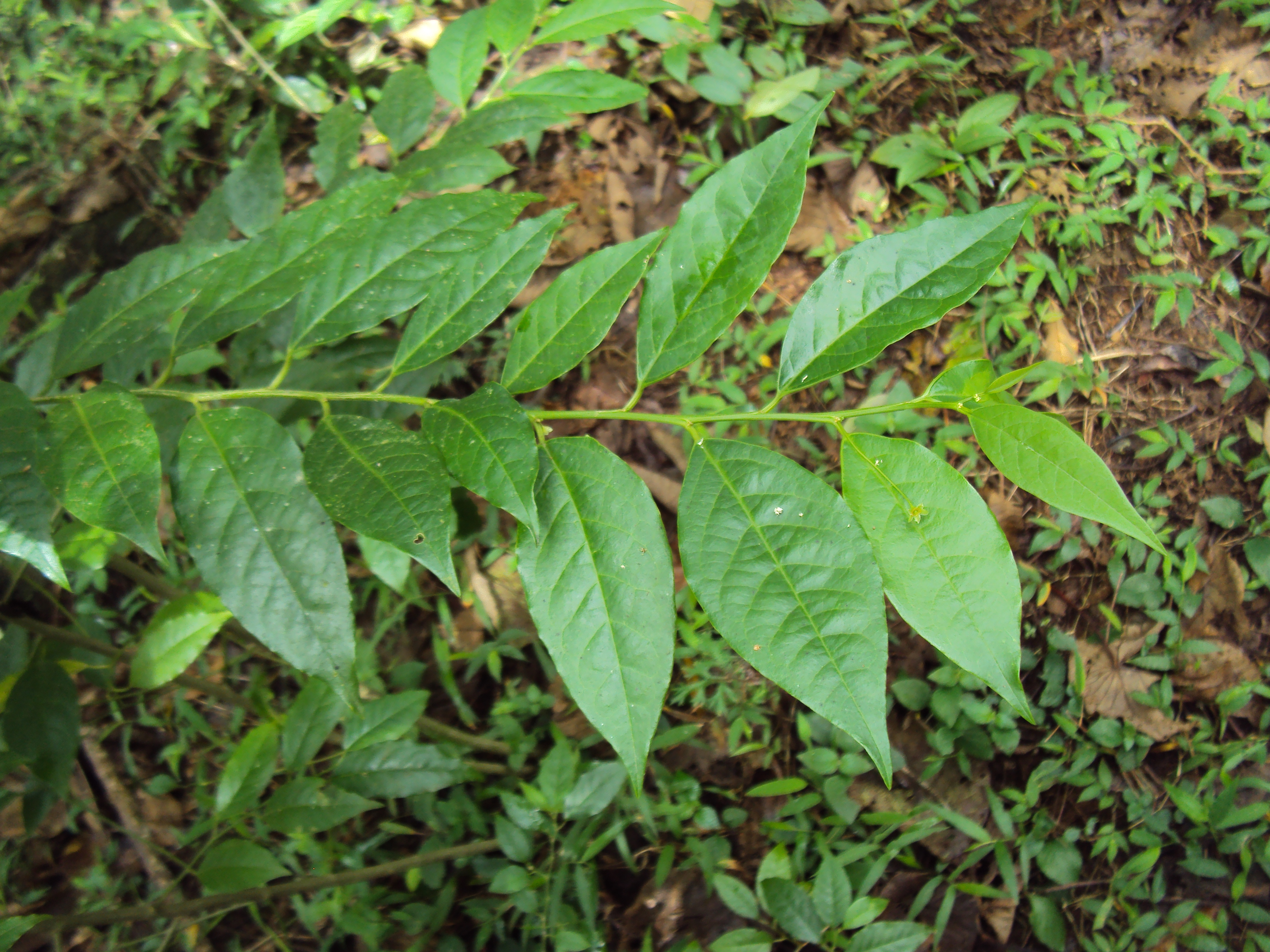
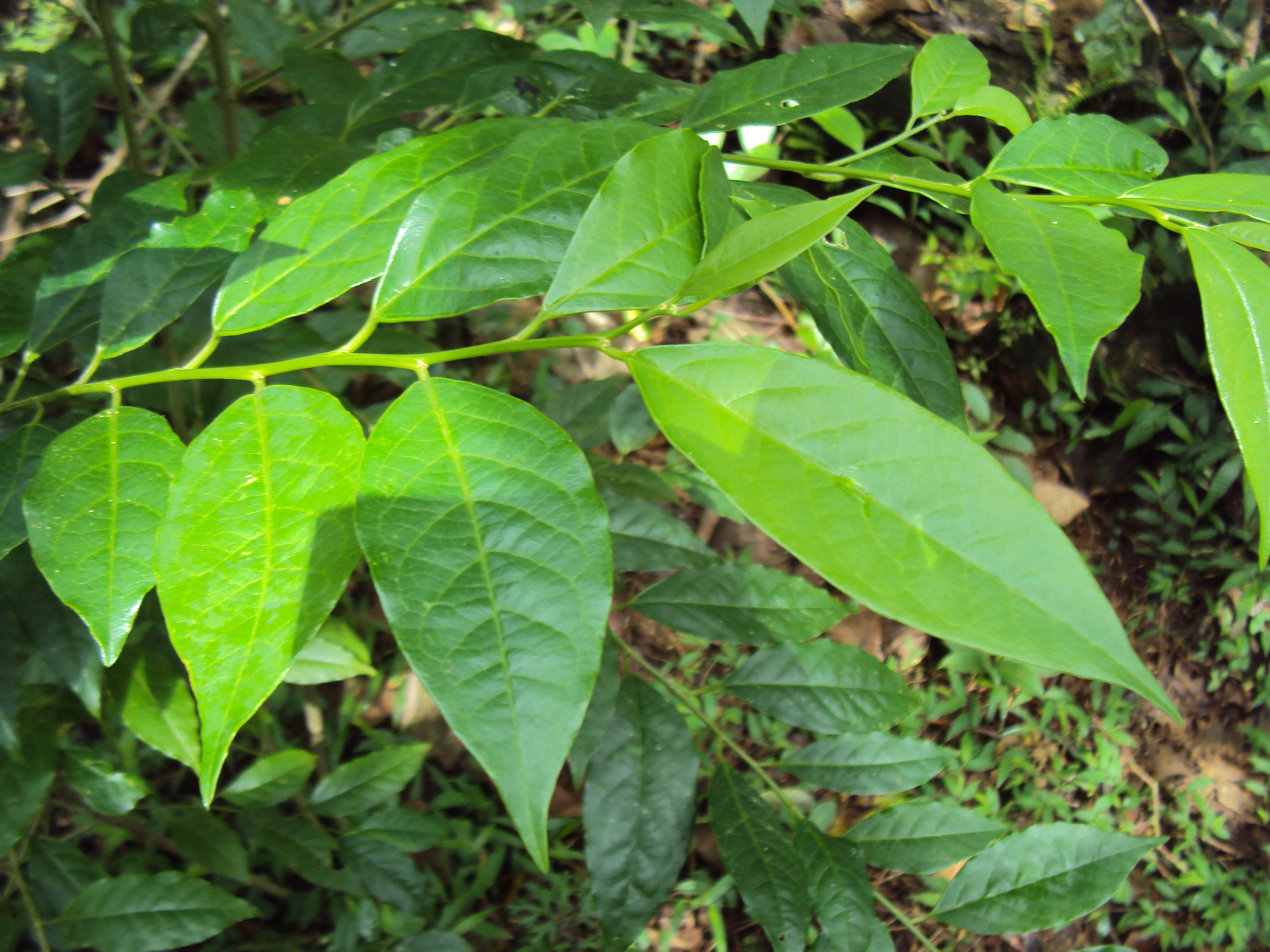
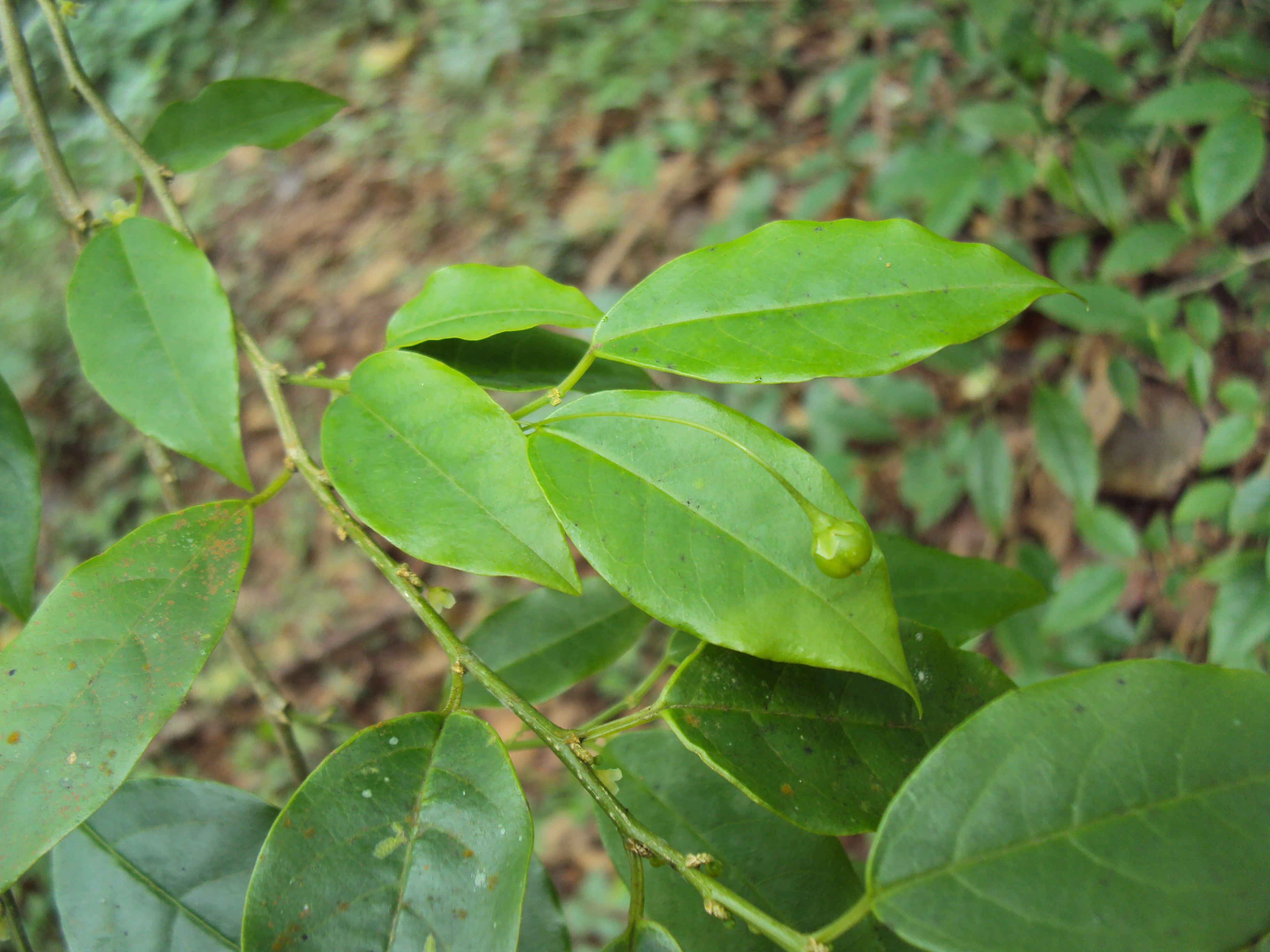

## Dottertaxa tillMeineckia, i alfabetisk ordning[1]
- Meineckia acuminata
- Meineckia baronii
- Meineckia bartlettii
- Meineckia calycina
- Meineckia capillipes
- Meineckia cerebroides
- Meineckia decaryi
- Meineckia filipes
- Meineckia fruticans
- Meineckia gracilipes
- Meineckia grandiflora
- Meineckia humbertii
- Meineckia leandrii
- Meineckia longipes
- Meineckia macropus
- Meineckia madagascariensis
- Meineckia neogranatensis
- Meineckia nguruensis
- Meineckia orientalis
- Meineckia ovata
- Meineckia parvifolia
- Meineckia paxii
- Meineckia peltata
- Meineckia phyllanthoides
- Meineckia pubiflora
- Meineckia stipularis
- Meineckia trichogynis
- Meineckia uzungwaensis
- Meineckia websteri
- Meineckia vestita